# الأسرة المصرية التاسعة
الأسرة التاسعة هم ملوك معروفون في تاريخ مصر. والأسر السابعة حتى العاشرة وكذلك حادية عشر طيبة يعرفون باسم الفترة الانتقالية الأولى.
أسس مري إب رع الأسرة التاسعة في هيراكليوبوليس ماجنا. واستمرت الأسرة العاشرة هناك. وكانت مصر في ذلك الوقت غير موحدة. لذا فهناك تراكب بين ملوك تلك الأسرتين والأسر المحلية. الأسماء التالية قد تم التعرف عليها، إلا أن التواريخ عير مؤكدة.

## قائمة ملوك الأسرة التاسعة
| الاسم            | ملاحظات                                              |
| ---------------- | ---------------------------------------------------- |
| خيتي الأول       | أول فرعون تولى عرش الأسرة المصرية التاسعة            |
| مري كا رع        | الملك مري كا رع الأول - 2075–2040 ق.م                |
| نفر كا رع الثالث | أو (نفر كا رع نيبي) - يحتل رقم (43) في قائمة أبيدوس. |
| سيتوت            | أو (سينن) - 2160 و 2130 ق.م                          |
| خيتي الثالث      | -                                                    |